# Ochraethes tulensis
Ochraethes tulensis är en skalbaggsart som beskrevs av Bates 1892. Ochraethes tulensis ingår i släktet Ochraethes och familjen långhorningar. Inga underarter finns listade i Catalogue of Life.